# 産報クラシックゴルフトーナメント
産報クラシックゴルフトーナメントは、1972年から1978年まで千葉県のアサヒカントリークラブにて行われたゴルフトーナメントの一つである。

## 概要
第1回は安田春雄が島田幸作を抑えて優勝し  、1973年からは日本プロゴルフ協会公認競技となる。安田は同大会のほか、同年の静岡オープン 、1974年の東京チャリティークラシックと新規大会を3勝し「安田は"初物"に強い」と言われた。
1973年には鷹巣南雄がグラハム・マーシュ（オーストラリア）、河野高明、デーブ・ヒル（アメリカ）、安田を抑えて初制覇  。
1974年には青木功に2位の尾崎将司に3ストロークの差を付け、通算12アンダーで優勝 。
1975年は2日目に通算12アンダーで草壁政治、3日目には新井規矩雄と首位が変わる中、最終的にはビル・ダンク（オーストラリア）がロン・ヒンクル（アメリカ）を抑えて優勝。
1976年には尾崎将が呂良煥（中華民国）に逆転優勝し、同年4勝目を挙げる。
1977年には横島由一が2日目2番で1ホール16を叩いて「大叩き記録」を作ったが、大会は内田繁が中村通を抑えて優勝。内田は20年目にしてツアー初優勝を飾り、ツアー制50人目の優勝者となった。　
1978年には上原宏一が通算14アンダーでツアー初優勝を果たし、恩師の杉本英世から祝福された。

## 主な優勝者
- 1972年 - 安田春雄
- 1973年 - 鷹巣南雄
- 1974年 - 青木功
- 1975年 - ビル・ダンク（オーストラリア）
- 1976年 - 尾崎将司
- 1977年 - 内田繁
- 1978年 - 上原宏一